# Desmond Douglas
Desmond Douglas (ur. 20 lipca 1955 w Kingston na Jamajce) – angielski tenisista stołowy, trzykrotny wicemistrz Europy.
Czterokrotny medalista mistrzostw Europy. Trzykrotnie zdobył srebrny medal podczas tych rozgrywek, dwukrotnie drużynowo i jeden raz w grze mieszanej. Życiowy sukces zanotował podczas turnieju Europa Top 12 wygrywając te prestiżowe zawody w Bazylei (1987).
Wielokrotnie startował w mistrzostwach świata, nie odnosząc jednak tam sukcesów. Najbliżej medalu był podczas mistrzostw świata w Birmingham w 1977 roku przegrywając w ćwierćfinale gry podwójnej i w Tokio (1983) zdobywając 4. miejsce drużynowo. Olimpijczyk – startował w Seulu (1988) grając w 1/16 finału gry pojedynczej.